# Ratina-Stadion
Das Ratina-Stadion (finnisch Ratinan stadion) ist ein Fußballstadion mit Leichtathletikanlage in der finnischen Stadt Tampere. Es liegt an den Tammerkoski-Stromschnellen und bietet 16.820 Sitzplätze, davon 4.000 überdacht. In den 2000er Jahren war es die Heimspielstätte des 1998 gegründeten Fußballvereins Tampere United, bis dieser 2011 vom Ligabetrieb ausgeschlossen wurde. Gelegentlich spielen hier auch Ilves Tampere und die finnische Fußballnationalmannschaft, u. a. drei Spiele der Qualifikationsrunde zur Europameisterschaft 2021.

## Geschichte
Die von Timo Penttilä entworfene Arena wurde 1965 für die finnische Leichtathletikmeisterschaften 1966 erbaut und wurde zuletzt von 2014 bis 2016 renoviert. Die höchste Zuschauerzahl wurde am 19. September 1984 erreicht, als 24.000 Zuschauer das Hinspiel der 1. Runde im Europapokal der Landesmeister 1984/85 zwischen Ilves Tampere und dem späteren Sieger Juventus Turin (0:4) sahen.
Das Ratina-Stadion war einer der fünf Austragungsorte der Fußball-Europameisterschaft der Frauen 2009. Hier wurden vier Vorrunden-, ein Viertelfinalspiel und ein Halbfinale ausgetragen.
Neben Fußball wird die Anlage für Konzerte genutzt. Über viele Jahre spielte jeweils eine große internationale Band pro Jahr im Stadion: 2007 Toto, 2008 Iron Maiden, 2009 Bruce Springsteen, 2010 AC/DC, 2012 Red Hot Chili Peppers, 2013 Bon Jovi und 2017 Robbie Williams. 2019 war die Sportstätte bei zwei Konzerten der Band Rammstein ausverkauft. Auch finnische Bands treten hier auf, z. B. 2015 Nightwish und 2016 Eppu Normaali zum 40-jährigen Bandjubiläum vor 30.000 Zuschauern.

## Galerie

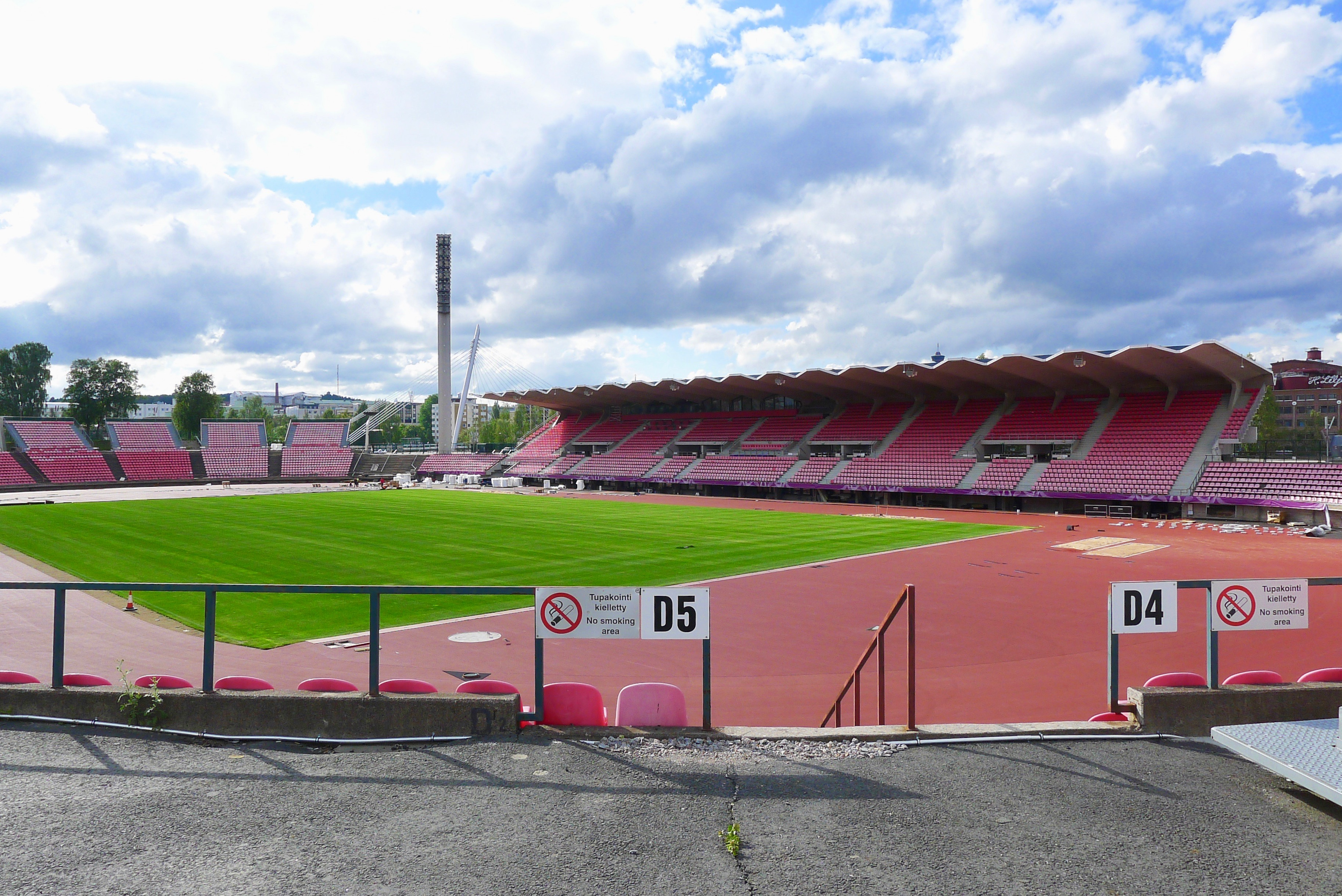
Blick in das Stadion (Juli 2016)
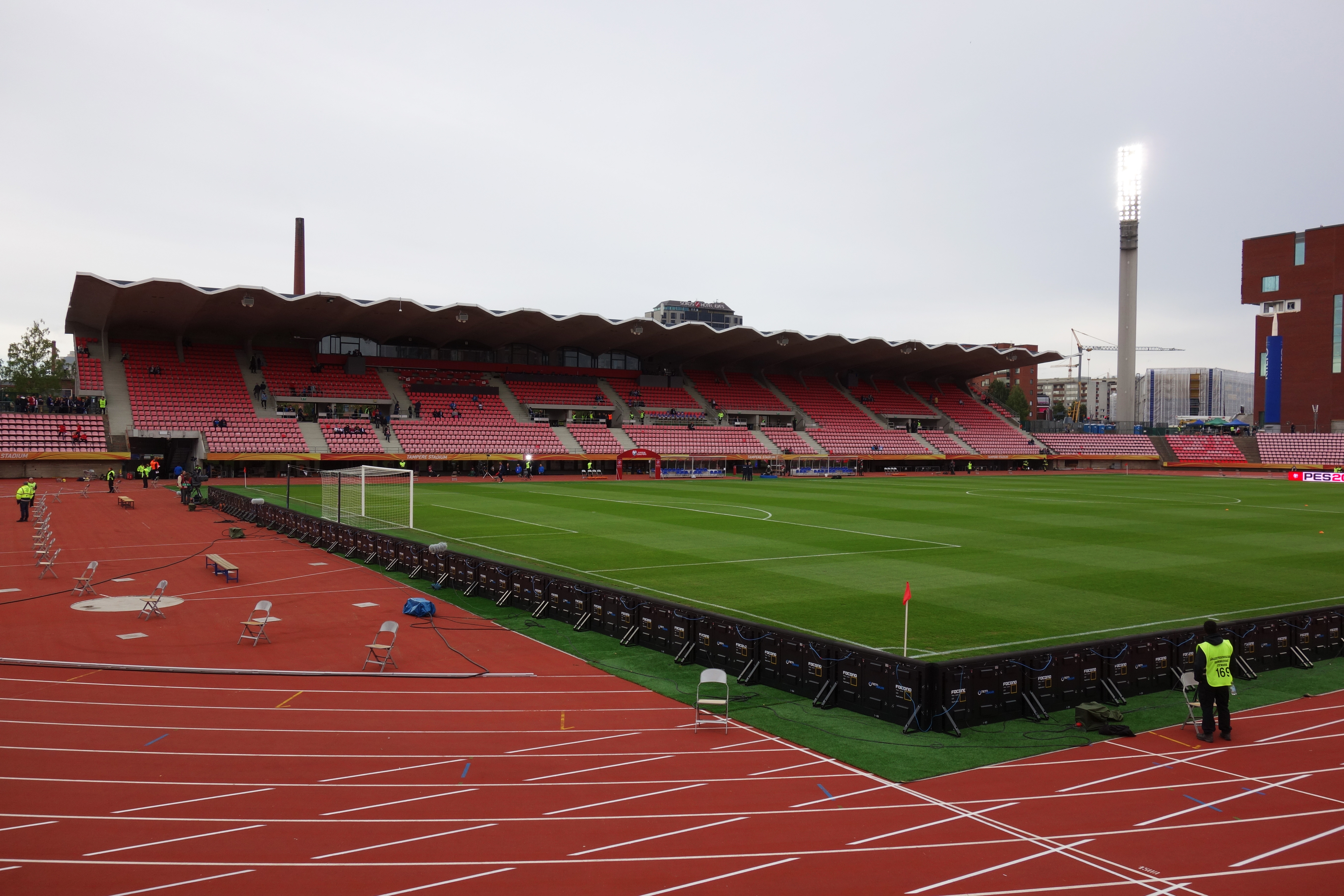
September 2017
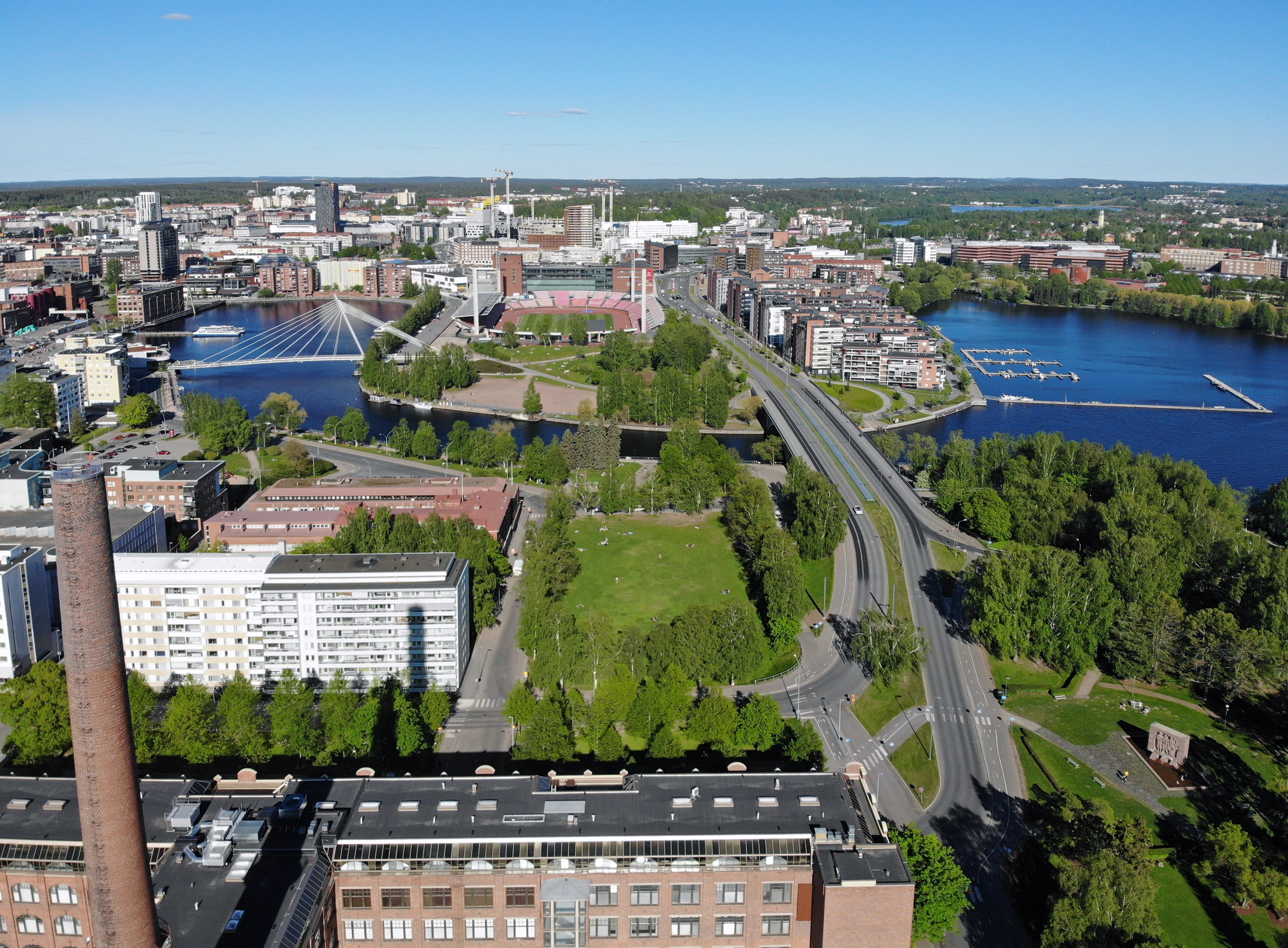
Das Stadion im Stadtbild (Mai 2020)